# Molnár Vera
Molnár Vera (Budapest, 1924. január 5. – 2023. december 7.) magyar származású francia médiaművész. A számítógépes művészet úttörőjeként tartják számon.

## Életpályája
A hagyományos művészeten nevelkedett, művészettörténetet és esztétikát tanult a budapesti Képzőművészeti Főiskolán. 1947-ben ösztöndíjjal Rómába ment, majd Franciaországban telepedett le. Első nonfiguratív, absztrakt műveit 1946-ban hozta létre. 1959-től kombinatorikus alapon generált képeket. 1968-ban számítógéppel kezdett dolgozni, egyszerű geometriai alakzatokon és geometrikus témákon alapuló algoritmikus festményeket kezdett el készíteni. Megtanulta a Fortran és a BASIC programozási nyelvet, és egy párizsi kutatólaboratóriumban számítógépes grafikát készített plotteren.

## Kitüntetése
- A Magyar Érdemrend tisztikeresztje (2011)

## Fordítás
- Ez a szócikk részben vagy egészben  a   Vera Molnár című angol Wikipédia-szócikk ezen változatának fordításán alapul.  Az eredeti cikk szerkesztőit annak laptörténete sorolja fel. Ez a jelzés csupán a megfogalmazás eredetét és a szerzői jogokat jelzi, nem szolgál a cikkben szereplő információk forrásmegjelöléseként.